# Franciscus Ruaeus

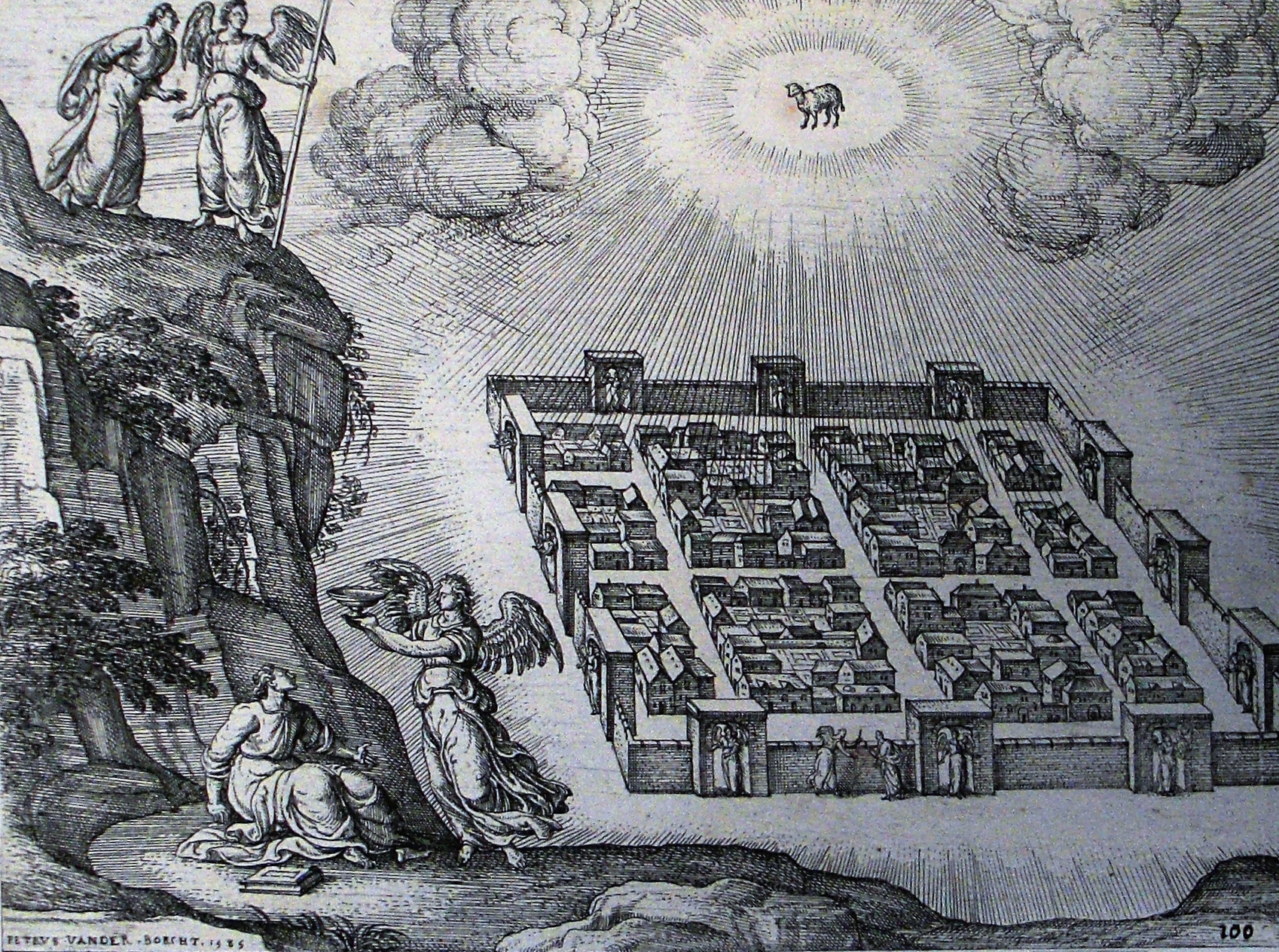
Beeld uit de Apocalyps. De 12 poorten zijn versierd met 12 mineralen. Franciscus Ruaeus nam deze als rode draad doorheen zijn boek.

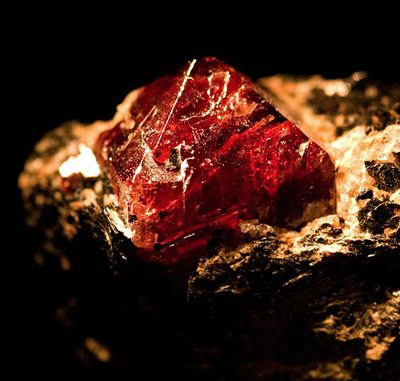
Hyacint of violet zirkoon werkte genezend volgens Ruaeus.

Franciscus Ruaeus of François de la Rue (Rijsel, 1520 - aldaar, 1585) was een arts en natuurvorser in het graafschap Vlaanderen, in de Spaanse Nederlanden. Hij publiceerde in het Latijn.

## Levensloop
Ruaeus had een artsenpraktijk in Rijsel en was erg belezen. Hij was jaren actief als natuurvorser, eigenlijk op basis van literatuur. Hij gebruikte zijn kennis van Latijn, Grieks en Hebreeuws om feitenmateriaal te halen uit geschriften van de klassieke oudheid en uit de Bijbel. Zo baseerde hij zich letterlijk op de geschriften van de Romeinse arts Plinius de Oudere en zijn Naturalis Historia.
Ruaeus had een fascinatie voor edelstenen en mineralen. Van zijn hand is een boek over edelstenen en mineralen van 1547. De Latijnse naam van dit werk is De Gemmis. De lange naam van het boek luidt De Gemmis aliqut, iis praesertim quarum Divus Joannes Apostolus in sua Apocalypsi meminit, de aliis quoque quorum usus hoc aevi percrubuit. De vertaling van de titel van het boek gaat als: Over enkele mineralen/edelstenen, vooral deze waaraan de eerbiedwaardige apostel Johannes herinnerde in zijn Apocalpys, (doch) ook over andere waarvan het gebruik is verspreid geraakt tot in onze tijd. Ruaus schreef heilzame krachten toe aan mineralen en maakte geen enkele kritische bedenking voor zijn eigen medische praktijk. Hij beschreef nauwgezet de 12 mineralen op de 12 poorten van het Nieuwe Jeruzalem, zoals de evangelist Johannes ze beschreef in het voorlaatste hoofdstuk van de Apocalyps. Zo meende hij bijvoorbeeld dat hyacint of violette zirkoon beschermde tegen de pest, beschermde tegen donderslagen en tegen hartziekten. Wanneer iemand het als pendule tegen zijn hart hing, was de hartbescherming op haar best. De pendule moest bovendien de huid raken: Suspenditur e regione cordis ut cutem contingat of, vertaald, het wordt opgehangen ter hoogte van de hartstreek zodat het de huid aanraakt. Over diamanten herhaalde Ruaeus de beschrijving van Plinius de Oudere dat zij enkel konden opgelost worden in het bloed van een bok of van een leeuw. Dit dier moest dan bovendien speciale kruiden gegeten hebben in de dagen voordien.
Andere vorsers in deze tijd waren kritischer over de te verwachten effecten van mineralen op de gezondheid. De beelden van Ruaeus werden later als fabels afgedaan en zelfs ironisch gebruikt. Zo beschreef Jacob Cats in een van zijn gedichten hoe een vader diamant en moeder diamant aanleiding gaven tot een 3e diamant, het kindje. Cats citeerde hiervoor uit De Gemmis van Ruaeus.
- Bibliothèque nationale de France: cb13164122j (data)
- Gemeinsame Normdatei: 124501753
- International Standard Name Identifier: 0000 0000 7976 4396
- Library of Congress Control Number: no2018025267
- Nationale Bibliotheek van Tsjechië: nlk20010097222
- Nationale Bibliotheek van Israël: 987007309402305171
- Nederlandse Thesaurus van Auteursnamen: 072049820
- Istituto Centrale per il Catalogo Unico: BVEV022210
- LIBRIS: 387630
- Système universitaire de documentation: 034692231
- Virtual International Authority File: 61684023
- WorldCat: E39PBJw94dphKRbB8JYh6TtYfq